# Smoking Point
Smoking Point es el segundo disco del cantante de pop asturiano, Pablo Moro. Fue publicado en 2007

## Lista de canciones
1. El último vals
2. Perdedores sinceros
3. Palabras gastadas de amor
4. Smoking Point
5. El rey de la noche
6. Pídeme
7. Chicos listos
8. Otra persona
9. Imitadores de Elvis
10. Palos de ciego
11. Tic - tac
12. Una noche especial
13. Lo que dura un fin de semana
14. Empate a cero (bonus track oculto)

- Datos: Q6130506